# Gemeinde Sveti Jurij v Slovenskih goricah

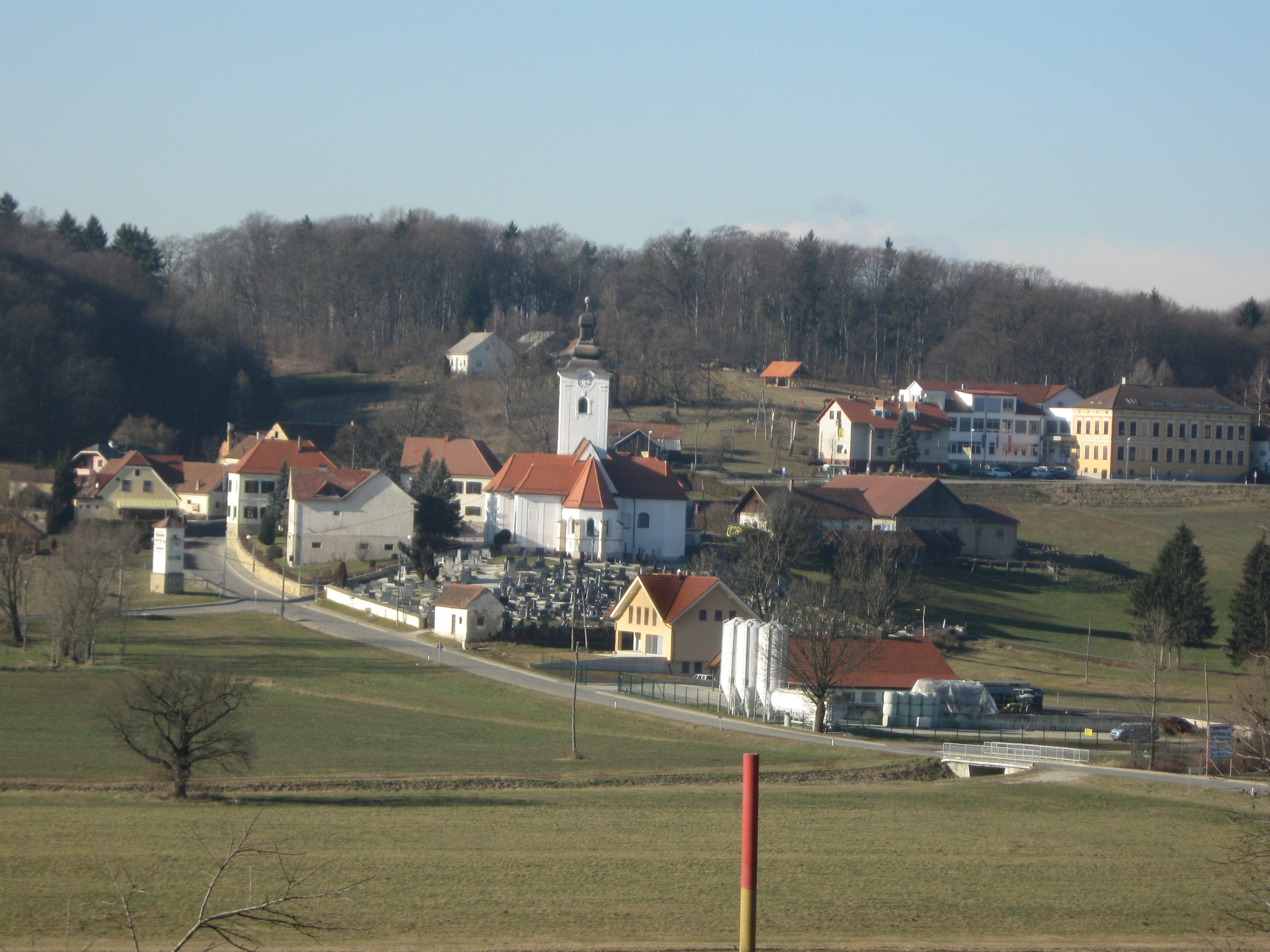
Blick in das Dorfzentrum von Jurovski Dol. Dort befindet sich die dem heiligen Georg (slow.: sveti Jurij) geweihte Kirche, die der Gemeinde ihren Namen verleiht.

Die Gemeinde Sveti Jurij v Slovenskih goricah (deutsch: Sankt Georg in den Windischen Büheln) ist eine Gemeinde in der Region Spodna Štajerska in Slowenien. Sitz der Gemeindeverwaltung ist die Ortschaft Jurovski Dol.

## Geographie
Sveti Jurij v Slovenskih goricah liegt in den Slovenske gorice (Windische Bühel) auf etwa 286 m. ü. A. und befindet sich 5 km nordwestlich von Lenart und 12 km nordöstlich von Maribor. Die Region ist durch sanfte Hügel geprägt. Der Hauptort Jurovski Dol liegt im Globovnica-Tal (Gogonitzbach), weitere Täle sind das Velka-Tal (Velkabach), das Tal des Gasterajski potok (Gastereibach) und das Tal des Partinjski potok. Alle diese Bäche fließen von Nordwesten nach Südosten und münden in die Pesnica.

### Gemeindegliederung
Die Gemeinde umfasst acht Ortschaften. Die deutschen Exonyme in den Klammern stammen aus der Mitte des 19. Jahrhunderts und werden heutzutage nicht mehr verwendet. (Einwohnerzahlen Stand 1. Januar 2016):
- Jurovski Dol (Georgenthal), 388
- Malna (Mallenberg), 231
- Spodnji Gasteraj (Untergasterei), 317
- Srednji Gasteraj (Mittergasterei), 65
- Varda, 103
- Zgornje Partinje (Partin), 572
- Zgornji Gasteraj (Obergasterei), 150
- Žitence (Schitanzen), 250

### Nachbargemeinden
|         | Šentilj                                     |           |
| Pesnica | Kompassrose, die auf Nachbargemeinden zeigt | Sveta Ana |
|         | Lenart                                      |           |

## Geschichte
Die vorher zur Gemeinde Lenart gehörende Gesamtgemeinde Sveti Jurij v Slovenskih goricah bildet seit 2006 eine eigene selbständige Kommune.